# El último jurado
El último jurado (en inglés - The Last Juror) es una novela del escritor estadounidense John Grisham, publicada inicialmente por la editorial Doubleday el 3 de febrero de 2004.

## Sinopsis
El joven Willie Traynor es el único que se atreve a incriminar a Danny Padgitt, asesino de una joven madre y miembro de una poderosa familia conocida por sus negocios sucios. Nueve años después es liberado y planea vengarse del jurado que lo condenó.

## Personajes
- Joyner William "Willie" Traynor - editor del periódico local The Times.
- Calia "Miss Callie" Harris Ruffin - miembro del jurado.
- Baggy Suggs - reportero de The Times.
- Wiley Meek - fotógrafo de The Times.
- Danny Padgitt - miembro de la familia Padgitt.
- Lucien Wilbanks - defensor de Danny Padgitt.
- Sam Ruffin - hijo de Calia Ruffin.
- Rhoda Kassellaw - víctima de Danny Padgitt.
- Judge Loopus - juez.
- Hank Hooten - abogado del juicio Padgitt.